# Virus della peste suina africana
Il virus della peste suina africana (ASFV, dall'inglese African swine fever virus) è una specie di virus a dsDNA, unica rappresentante dell'ordine Asfuvirales, appartenente al phylum Nucleocytoviricota. Esso è l'agente causale della peste suina africana (ASF, dall'inglese African Swine Fever). Il virus causa una febbre emorragica con alti tassi di mortalità nei suini, mentre infetta in modo persistente i suoi ospiti naturali, i facoceri, i potamoceri e le zecche molli del genere Ornithodoros, senza segni di malattia.
ASFV è un grosso virus a DNA a doppio filamento che replica nel citoplasma delle cellule infette.
È anche il solo dsDNA virus che si trasmette tramite artropodi. Causa una malattia emorragica letale nei suini. Alcuni ceppi isolati possono causare la morte degli animali nell'arco di una settimana dall'infezione. In tutte le altre specie, il virus non comporta sintomi manifesti. ASFV è endemico nell'Africa subsahariana e tra i selvatici è sostenuta da un ciclo zecca-suino selvatico, facocero e potamocero. La malattia fu descritta per la prima volta dai coloni Europei che acquistarono suini dalle aree endemiche per ASFV e, in quanto tale, è un esempio di «malattia infettiva emergente».

## Virologia

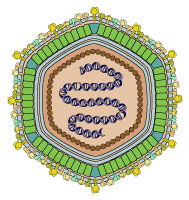
Diagramma di ASFV

ASFV è un grosso virus icosaedrico, con DNA lineare a doppio filamento, contenente almeno 150 geni. Il numero di geni differisce lievemente tra i diversi isolati virali. ASFV ha similitudini con gli altri grossi virus a DNA, i Poxviridae, gli Iridoviridae e i Mimiviridae. In comune con altre febbri virali emorragiche, le cellule maggiormente usate per la replicazione sono i monociti e i macrofagi. L'ingresso del virus nella cellula ospite è mediato da recettori, ma il meccanismo di endocitosi preciso non è ancora chiaro.
Il virus codifica per enzimi necessari alla replicazione e alla trascrizione del suo genoma, inclusi gli elementi del sistema di riparazione della scissione delle basi, le proteine strutturali e molte proteine non essenziali per la replicazione all'interno delle cellule, ma che invece hanno un ruolo nella sopravvivenza e trasmissione del virus ai suoi ospiti. La replicazione virale è un processo altamente organizzato con almeno 4 stadi trascrizionali — iniziale, precoce, intermedio e tardivo. La maggior parte degli eventi di replicazione e assemblamento avviene in regioni perinucleari separate, chiamate fabbriche virali, e alla fine i virioni ottenuti sono trasportati verso la membrana plasmatica sfruttando i microtubuli e gemmano o sono spinti da proiezioni di actina per infettare nuove cellule. Durante il ciclo del virus molti degli organelli della cellula ospite, se non tutti, vengono modificati, adattati o in certi casi distrutti.

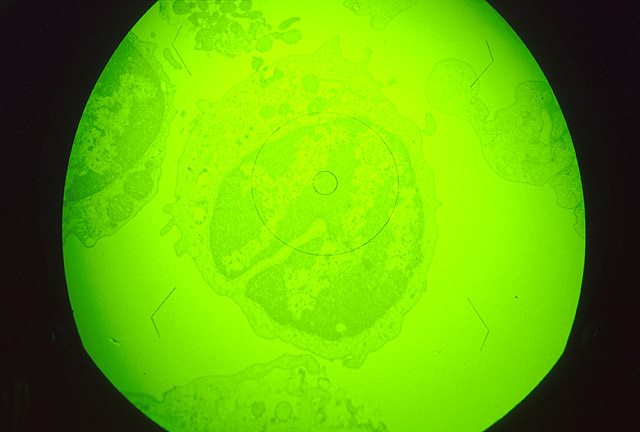
Cellula macrofagica negli stadi iniziali di infezione da ASFV

L'assemblamento del capside icosaedrico si realizza sulle membrane modificate del reticolo endoplasmatico. I prodotti delle poliproteine del core processate proteoliticamente si pongono tra la membrana interna e il core nucleoproteico. Una membrana esterna addizionale è acquisita quando il virione gemma dalla membrana plasmatica. Il virus codifica proteine che inibiscono i percorsi di comunicazione nei macrofagi infetti e quindi modulano l'attivazione trascrizionale dei geni della risposta immunitaria. In aggiunta, il virus codifica per proteine che inibiscono l'apoptosi delle cellule infette per facilitare la produzione della progenie virionica. Le proteine di membrana simili alle molecole di adesione cellulare modulano le interazioni tra virus-cellula infetta e i virioni extracellulari con componenti dell'ospite.

### Genotipi
Basandosi sulle variazioni di sequenze nella regione C-terminale del gene B646L, che codifica per la principale proteina del capside p72, sono stati identificati 22 genotipi di ASFV (I–XXIII). Tutti i genotipi di ASFV p72 circolavano nell'Africa dell'est e del sud. Il genotipo I è circolato in Europa, Sud America, Caraibi e Africa occidentale. Il genotipo VIII è confinato a quattro Stati dell'Africa orientale.

### Evoluzione
Si pensa che questo virus sia derivato da un virus delle zecche molli (genere Ornithodoros) che ha infettato i suini selvatici, inclusi l'ilocero (Hylochoerus meinertzhageni), il facocero (Phacochoerus africanus) e il potamocero (Potamochoerus porcus). In questi ospiti selvatici l'infezione è generalmente asintomatica. Pare che questo virus si sia sviluppato circa nel 1700.
Questa data è corroborata da documenti storici. I suini furono inizialmente addomesticati in Nord Africa ed Eurasia. Furono introdotti in sud Africa dall'Europa e dall'Estremo Oriente dai Portoghesi (300 anni fa) e dai Cinesi (600 anni fa), rispettivamente. Alla fine del XIX secolo l'allevamento estensivo del suino nella regione nativa di ASFV (Kenya) iniziò dopo una massiva perdita di bovini dovuta allo scoppio della peste bovina. I suini furono importati a livello massivo per l'allevamento dai colonizzatori delle  Seychelles nel 1904 e inglesi nel 1905. Al tempo l'allevamento di suini era free-range. Il primo scoppio di ASF fu segnalato nel 1907.